# Donji Sređani
Donji Sređani (1900-ig Sređani Srpski, csehül: Dolní Střežany) falu Horvátországban Belovár-Bilogora megyében. Közigazgatásilag Dežanovachoz tartozik.

## Fekvése
Belovártól légvonalban 47, közúton 64 km-re délkeletre, Daruvártól légvonalban 9, közúton 12 km-re délnyugatra, községközpontjától 8 km-re délkeletre, Nyugat-Szlavóniában, a Bela-patak mellékvize a Sražanica-patak bal partján fekszik.

## Története
A térség a 17. század végén szabadult fel a török uralom alól. A teljesen kihalt területre a parlagon heverő földek megművelése és a határvédelem céljából a 18. század első felében Bosznia területéről telepítettek be új, szerb anyanyelvű lakosságot. A települést az első katonai felmérés térképén „Dorf Vallachisch Szrediani” néven találjuk.
Lipszky János 1808-ban Budán kiadott repertóriumában „Szregyani (Dolnyi)” néven szerepel. Nagy Lajos 1829-ben kiadott művében „Szregyane (Dolni)” néven 24 házzal és 211 ortodox vallású lakossal találjuk.
A Magyar Királyságon belül Horvát-Szlavónország részeként, Pozsega vármegye Daruvári járásának része volt. 1857-ben 182, 1910-ben 429 lakosa volt. A 19. század végén és a 20. század elején az olcsó földterületek miatt és a jobb megélhetés reményében jelentős számú cseh lakosság telepedett le itt. 1910-ben a népszámlálás adatai szerint lakosságának 74%-a cseh, 23%-a szerb anyanyelvű volt. Az első világháború után 1918-ban az új szerb-horvát-szlovén állam, majd később (1929-ben) Jugoszlávia része lett.
1941 és 1945 között a németbarát Független Horvát Államhoz, háború után a település a szocialista Jugoszláviához tartozott. A település 1991-től a független Horvátország része. 1991-ben lakosságának 74%-a cseh, 11%-a horvát, 9%-a szerb nemzetiségű volt. 2011-ben a településnek 183 lakosa volt, akik főként mezőgazdasággal, állattartással foglalkoztak.

## Lakossága
| Lakosság változása | Lakosság változása | Lakosság változása | Lakosság változása | Lakosság változása | Lakosság változása | Lakosság változása | Lakosság változása | Lakosság változása | Lakosság változása | Lakosság változása | Lakosság változása | Lakosság változása | Lakosság változása | Lakosság változása | Lakosság változása |
| ------------------ | ------------------ | ------------------ | ------------------ | ------------------ | ------------------ | ------------------ | ------------------ | ------------------ | ------------------ | ------------------ | ------------------ | ------------------ | ------------------ | ------------------ | ------------------ |
| 1857               | 1869               | 1880               | 1890               | 1900               | 1910               | 1921               | 1931               | 1948               | 1953               | 1961               | 1971               | 1981               | 1991               | 2001               | 2011               |
| 182                | 252                | 256                | 362                | 393                | 429                | 475                | 451                | 460                | 451                | 427                | 378                | 319                | 270                | 228                | 183                |